# Clutha-Southland
Clutha-Southland és una circumscripció electoral de la Cambra de Representants de Nova Zelanda. Elegeix un diputat mitjançant el sistema electoral de representació proporcional mixta i fou creada per a les eleccions de 1996. El seu electorat s'estén per Southland i el sud d'Otago.
La circumscripció és representada per Bill English del Partit Nacional des de les eleccions de 1996.

## Història
La circumscripció va ser creada per a les eleccions de 1996 a partir de les circumscripcions d'Awarua, Clutha i Wallace. El seu primer i fins ara únic diputat és Bill English del Partit Nacional, el Viceprimer Ministre des de 2008. English ha guanyat fàcilment en cada elecció degut a la composició principalment rural de la circumscripció.

## Composició
La circumscripció s'estén pel centre, oest, nord i est de Southland i l'oest i el sud d'Otago. Inclou els municipis de Gore, Balclutha, Queenstown, Milford Sound i Te Anau. Altres localitats inclouen Arrowtown, Lawrence, Milton, Owaka, Clinton, Tapanui, Mataura, Heriot, Riversdale, Winton, Otautau, Ohai, Mossburn, Lumsden, Manapouri i Frankton.

## Diputats
| Termini | Termini   | Diputat      | Partit   | Notes |
| ------- | --------- | ------------ | -------- | --- |
|         | 1996-2014 | Bill English | Nacional | Viceprimer Ministre de Nova Zelanda des de 2008, ministre des de 2008 i líder del Partit Nacional de 2001 a 2003 |

### Diputats de llista
| Termini | Termini | Diputat      | Partit    | Notes |
| ------- | ------- | ------------ | --------- | ----- |
|         | 2005    | Lesley Soper | Laborista |       |

## Eleccions

### Dècada de 2010
| Eleccions de 2014: Clutha-Southland | Eleccions de 2014: Clutha-Southland | Eleccions de 2014: Clutha-Southland | Eleccions de 2014: Clutha-Southland | Eleccions de 2014: Clutha-Southland | Eleccions de 2014: Clutha-Southland | Eleccions de 2014: Clutha-Southland | Eleccions de 2014: Clutha-Southland | Eleccions de 2014: Clutha-Southland |
| Partit                              | Partit                              | Candidat                            | Vots per candidat                   | %                                   | ±%                                  | Vots per partit                     | %                                   | ±%                                  |
| ----------------------------------- | ----------------------------------- | ----------------------------------- | ----------------------------------- | ----------------------------------- | ----------------------------------- | ----------------------------------- | ----------------------------------- | ----------------------------------- |
|                                     | Conservador                         | Leighton Baker                      |                                     |                                     |                                     |                                     |                                     |                                     |
|                                     | Nacional                            | Todd Barclay                        |                                     |                                     |                                     |                                     |                                     |                                     |
|                                     | Coalició Independent                | Karl Barkley                        |                                     |                                     |                                     |                                     |                                     |                                     |
|                                     | Laborista                           | Liz Craig                           |                                     |                                     |                                     |                                     |                                     |                                     |
|                                     | Verd                                | Rachael Goldsmith                   |                                     |                                     |                                     |                                     |                                     |                                     |
|                                     | Democràtic                          | Jason Jobsis                        |                                     |                                     |                                     |                                     |                                     |                                     |
|                                     | ACT                                 | Don Nicolson                        |                                     |                                     |                                     |                                     |                                     |                                     |
|                                     | PPFS                                | James Veint                         |                                     |                                     |                                     |                                     |                                     |                                     |
|                                     | Cànnabis                            |                                     |                                     |                                     |                                     |                                     |                                     |                                     |
|                                     | Civil                               |                                     |                                     |                                     |                                     |                                     |                                     |                                     |
|                                     | Enfoca                              |                                     |                                     |                                     |                                     |                                     |                                     |                                     |
|                                     | Internet Mana                       |                                     |                                     |                                     |                                     |                                     |                                     |                                     |
|                                     | Maori                               |                                     |                                     |                                     |                                     |                                     |                                     |                                     |
|                                     | NZ Primer                           |                                     |                                     |                                     |                                     |                                     |                                     |                                     |
|                                     | Unit Futur                          |                                     |                                     |                                     |                                     |                                     |                                     |                                     |
| Vots nuls                           |                                     |                                     |                                     |                                     |                                     |                                     |                                     |                                     |
| Participació                        |                                     |                                     |                                     |                                     |                                     |                                     |                                     |                                     |
| Majoria                             |                                     |                                     |                                     |                                     |                                     |                                     |                                     |                                     |

| Eleccions de 2011: Clutha-Southland | Eleccions de 2011: Clutha-Southland          | Eleccions de 2011: Clutha-Southland | Eleccions de 2011: Clutha-Southland | Eleccions de 2011: Clutha-Southland | Eleccions de 2011: Clutha-Southland | Eleccions de 2011: Clutha-Southland | Eleccions de 2011: Clutha-Southland | Eleccions de 2011: Clutha-Southland |
| Partit                              | Partit                                       | Candidat                            | Vots per candidat                   | %                                   | ±%                                  | Vots per partit                     | %                                   | ±%                                  |
| ----------------------------------- | -------------------------------------------- | ----------------------------------- | ----------------------------------- | ----------------------------------- | ----------------------------------- | ----------------------------------- | ----------------------------------- | ----------------------------------- |
|                                     | Nacional                                     | Bill English                        | 21.375                              | 68,83                               | +0,96                               | 20.020                              | 62,89                               | +3,03                               |
|                                     | Laborista                                    | Tat Loo                             | 5.207                               | 16,77                               | -4,69                               | 5.160                               | 16,21                               | -7,73                               |
|                                     | Verd                                         | Rachael Goldsmith                   | 2.633                               | 8,48                                | +1,57                               | 2.751                               | 8,64                                | +3,54                               |
|                                     | ACT                                          | Don Nicolson                        | 796                                 | 2,56                                | +0,79                               | 583                                 | 1,83                                | -2,06                               |
|                                     | Conservador                                  | Ross Calverley                      | 787                                 | 2,53                                |                                     | 992                                 | 3,12                                |                                     |
|                                     | Sobirania                                    | Tony Corbett                        | 130                                 | 0,42                                |                                     |                                     |                                     |                                     |
|                                     | Democràtic                                   | Robert Mills                        | 128                                 | 0,41                                |                                     | 75                                  | 0,24                                | +0,18                               |
|                                     | NZ Primer                                    |                                     |                                     |                                     |                                     | 1.556                               | 4,89                                | +2,02                               |
|                                     | Unit Futur                                   |                                     |                                     |                                     |                                     | 259                                 | 0,81                                | +0,06                               |
|                                     | Cànnabis                                     |                                     |                                     |                                     |                                     | 210                                 | 0,66                                | +0,27                               |
|                                     | Maori                                        |                                     |                                     |                                     |                                     | 136                                 | 0,43                                | +0,01                               |
|                                     | Mana                                         |                                     |                                     |                                     |                                     | 48                                  | 0,15                                |                                     |
|                                     | Libertarianz                                 |                                     |                                     |                                     |                                     | 24                                  | 0,08                                | +0,03                               |
|                                     | Aliança                                      |                                     |                                     |                                     |                                     | 17                                  | 0,05                                | -0,03                               |
| Vots nuls                           | Vots nuls                                    | 810                                 | 810                                 | 2,52                                | +1,48                               | 209                                 | 0,65                                | +0,23                               |
| Participació                        | Participació                                 | Participació                        | Participació                        | Participació                        | Participació                        | 32.176                              | 74,15                               | -6,20                               |
| Majoria                             | Majoria                                      | Majoria                             | Majoria                             | Majoria                             | Majoria                             | 16.168                              | 52,06                               | +5,65                               |
|                                     | Circumscripció defensada pel Partit Nacional |                                     |                                     |                                     |                                     |                                     |                                     |                                     |

### Dècada de 2000
| Eleccions de 2008: Clutha-Southland | Eleccions de 2008: Clutha-Southland          | Eleccions de 2008: Clutha-Southland | Eleccions de 2008: Clutha-Southland | Eleccions de 2008: Clutha-Southland | Eleccions de 2008: Clutha-Southland | Eleccions de 2008: Clutha-Southland | Eleccions de 2008: Clutha-Southland | Eleccions de 2008: Clutha-Southland |
| Partit                              | Partit                                       | Candidat                            | Vots per candidat                   | %                                   | ±%                                  | Vots per partit                     | %                                   | ±%                                  |
| ----------------------------------- | -------------------------------------------- | ----------------------------------- | ----------------------------------- | ----------------------------------- | ----------------------------------- | ----------------------------------- | ----------------------------------- | ----------------------------------- |
|                                     | Nacional                                     | Bill English                        | 22.631                              | 67,86                               | +1,39                               | 20.235                              | 59,87                               | +2,73                               |
|                                     | Laborista                                    | Don Pryde                           | 7.156                               | 21,46                               | -1,74                               | 8.091                               | 23,94                               | -4,76                               |
|                                     | Verd                                         | Tim Gow                             | 2.304                               | 6,91                                | +4,23                               | 1.726                               | 5,11                                | +2,74                               |
|                                     | ACT                                          | Roly Henderson                      | 590                                 | 1,77                                | +0,18                               | 1.315                               | 3,89                                | +1,98                               |
|                                     | Família                                      | Paul Tankard                        | 515                                 | 1,54                                |                                     | 193                                 | 0,57                                |                                     |
|                                     | Aliança                                      | Marvin Hubbard                      | 149                                 | 0,45                                |                                     | 63                                  | 0,19                                | +0,11                               |
|                                     | NZ Primer                                    |                                     |                                     |                                     |                                     | 968                                 | 2,86                                | -1,70                               |
|                                     | Bill i Ben                                   |                                     |                                     |                                     |                                     | 259                                 | 0,77                                |                                     |
|                                     | Unit Futur                                   |                                     |                                     |                                     |                                     | 254                                 | 0,75                                | -2,64                               |
|                                     | Progressista                                 |                                     |                                     |                                     |                                     | 226                                 | 0,67                                | -0,09                               |
|                                     | Maori                                        |                                     |                                     |                                     |                                     | 141                                 | 0,42                                | -0,21                               |
|                                     | Cànnabis                                     |                                     |                                     |                                     |                                     | 131                                 | 0,39                                | +0,13                               |
|                                     | Kiwi                                         |                                     |                                     |                                     |                                     | 131                                 | 0,39                                |                                     |
|                                     | Democràtic                                   |                                     |                                     |                                     |                                     | 18                                  | 0,05                                | -0,03                               |
|                                     | Treballadors                                 |                                     |                                     |                                     |                                     | 18                                  | 0,05                                |                                     |
|                                     | Libertarianz                                 |                                     |                                     |                                     |                                     | 16                                  | 0,05                                | -0,02                               |
|                                     | Pacífic                                      |                                     |                                     |                                     |                                     | 8                                   | 0,02                                | +0,02                               |
|                                     | RAM                                          |                                     |                                     |                                     |                                     | 4                                   | 0,01                                | +0,01                               |
|                                     | República                                    |                                     |                                     |                                     |                                     | 2                                   | 0,01                                | -0,00                               |
| Vots nuls                           | Vots nuls                                    | 354                                 | 354                                 | 1,04                                | +0,34                               | 142                                 | 0,42                                | -0,07                               |
| Participació                        | Participació                                 | Participació                        | Participació                        | Participació                        | Participació                        | 34.064                              | 80,35                               | -1,05                               |
| Majoria                             | Majoria                                      | Majoria                             | Majoria                             | Majoria                             | Majoria                             | 15.475                              | 46,41                               | +3,14                               |
|                                     | Circumscripció defensada pel Partit Nacional |                                     |                                     |                                     |                                     |                                     |                                     |                                     |

| Eleccions de 2005: Clutha-Southland | Eleccions de 2005: Clutha-Southland          | Eleccions de 2005: Clutha-Southland | Eleccions de 2005: Clutha-Southland | Eleccions de 2005: Clutha-Southland | Eleccions de 2005: Clutha-Southland | Eleccions de 2005: Clutha-Southland | Eleccions de 2005: Clutha-Southland | Eleccions de 2005: Clutha-Southland |
| Partit                              | Partit                                       | Candidat                            | Vots per candidat                   | %                                   | ±%                                  | Vots per partit                     | %                                   | ±%                                  |
| ----------------------------------- | -------------------------------------------- | ----------------------------------- | ----------------------------------- | ----------------------------------- | ----------------------------------- | ----------------------------------- | ----------------------------------- | ----------------------------------- |
|                                     | Nacional                                     | Bill English                        | 20.020                              | 66,01                               | +10,71                              | 17.334                              | 56,86                               | +16,40                              |
|                                     | Laborista                                    | David Talbot                        | 6.988                               | 23,04                               | -8,96                               | 8.705                               | 28,56                               | -3,08                               |
|                                     | NZ Primer                                    | Dave Mackie                         | 999                                 | 3,29                                | -0,33                               | 1.386                               | 4,55                                | -2,18                               |
|                                     | Verd                                         | Robert Guyton                       | 808                                 | 2,66                                | +0,59                               | 719                                 | 2,36                                | -1,07                               |
|                                     | Unit Futur                                   | Joy Lietze                          | 701                                 | 2,31                                | -0,23                               | 1.028                               | 3,37                                | -3,20                               |
|                                     | ACT                                          | John Fraser                         | 479                                 | 1,58                                | +0,22                               | 579                                 | 1,90                                | -3,18                               |
|                                     | Independent                                  | David Webber                        | 121                                 | 0,40                                | +0,15                               |                                     |                                     |                                     |
|                                     | Progressista                                 |                                     |                                     |                                     |                                     | 230                                 | 0,75                                | -0,27                               |
|                                     | Destí                                        |                                     |                                     |                                     |                                     | 99                                  | 0,32                                |                                     |
|                                     | Cànnabis                                     |                                     |                                     |                                     |                                     | 79                                  | 0,26                                | -0,24                               |
|                                     | Maori                                        |                                     |                                     |                                     |                                     | 63                                  | 0,21                                |                                     |
|                                     | Democràtic                                   |                                     |                                     |                                     |                                     | 26                                  | 0,09                                |                                     |
|                                     | Patrimoni Cristià                            |                                     |                                     |                                     |                                     | 24                                  | 0,08                                | -1,06                               |
|                                     | Aliança                                      |                                     |                                     |                                     |                                     | 23                                  | 0,08                                | -0,68                               |
|                                     | 99 Diputats                                  |                                     |                                     |                                     |                                     | 13                                  | 0,04                                |                                     |
|                                     | Drets de la Família                          |                                     |                                     |                                     |                                     | 9                                   | 0,03                                |                                     |
|                                     | Libertarianz                                 |                                     |                                     |                                     |                                     | 7                                   | 0,02                                |                                     |
|                                     | Una NZ                                       |                                     |                                     |                                     |                                     | 6                                   | 0,02                                | -0,02                               |
|                                     | República                                    |                                     |                                     |                                     |                                     | 3                                   | 0,01                                |                                     |
|                                     | Democràcia Directa                           |                                     |                                     |                                     |                                     | 2                                   | 0,01                                |                                     |
| Vots nuls                           | Vots nuls                                    | 211                                 | 211                                 | 0,70                                | -0,21                               | 150                                 | 0,49                                | -0,08                               |
| Participació                        | Participació                                 | Participació                        | Participació                        | Participació                        | Participació                        | 30.580                              | 81,40                               | +3,24                               |
| Majoria                             | Majoria                                      | Majoria                             | Majoria                             | Majoria                             | Majoria                             | 13.032                              | 42,97                               | +19,67                              |
|                                     | Circumscripció defensada pel Partit Nacional |                                     |                                     |                                     |                                     |                                     |                                     |                                     |

| Eleccions de 2002: Clutha-Southland | Eleccions de 2002: Clutha-Southland          | Eleccions de 2002: Clutha-Southland | Eleccions de 2002: Clutha-Southland | Eleccions de 2002: Clutha-Southland | Eleccions de 2002: Clutha-Southland | Eleccions de 2002: Clutha-Southland | Eleccions de 2002: Clutha-Southland | Eleccions de 2002: Clutha-Southland |
| Partit                              | Partit                                       | Candidat                            | Vots per candidat                   | %                                   | ±%                                  | Vots per partit                     | %                                   | ±%                                  |
| ----------------------------------- | -------------------------------------------- | ----------------------------------- | ----------------------------------- | ----------------------------------- | ----------------------------------- | ----------------------------------- | ----------------------------------- | ----------------------------------- |
|                                     | Nacional                                     | Bill English                        | 16.159                              | 55,30                               | +5,30                               | 11.881                              | 40,46                               | -0,78                               |
|                                     | Laborista                                    | Lesley Soper                        | 9.351                               | 32,00                               | +2,49                               | 9.290                               | 31,64                               | +2,24                               |
|                                     | NZ Primer                                    | Dave Mackie                         | 1.059                               | 3,62                                | +0,00                               | 1.977                               | 6,73                                | +3,39                               |
|                                     | Unit Futur                                   | Joy Lietze                          | 742                                 | 2,54                                |                                     | 1.928                               | 6,57                                |                                     |
|                                     | Verd                                         | Dayle Belcher                       | 605                                 | 2,07                                | -0,66                               | 1.006                               | 3,43                                | +0,44                               |
|                                     | ACT                                          | Roly Henderson                      | 396                                 | 1,36                                | -1,67                               | 1.491                               | 5,08                                | -2,16                               |
|                                     | Patrimoni Cristià                            | Grant Bradfield                     | 365                                 | 1,25                                | -2,30                               | 335                                 | 1,14                                | -2,47                               |
|                                     | Progressista                                 | Roger White                         | 168                                 | 0,57                                |                                     | 299                                 | 1,02                                |                                     |
|                                     | Aliança                                      | James Flynn                         | 117                                 | 0,40                                | -2,96                               | 224                                 | 0,76                                | -5,27                               |
|                                     | Independent                                  | David Webber                        | 73                                  | 0,25                                | -0,08                               |                                     |                                     |                                     |
|                                     | Recreació                                    |                                     |                                     |                                     |                                     | 602                                 | 2,05                                |                                     |
|                                     | Cànnabis                                     |                                     |                                     |                                     |                                     | 147                                 | 0,50                                | -0,44                               |
|                                     | Una NZ                                       |                                     |                                     |                                     |                                     | 13                                  | 0,04                                | -0,01                               |
|                                     | Mana Maori                                   |                                     |                                     |                                     |                                     | 2                                   | 0,01                                | -0,01                               |
|                                     | NMP                                          |                                     |                                     |                                     |                                     | 1                                   | 0,00                                | +0,00                               |
| Vots nuls                           | Vots nuls                                    | 185                                 | 185                                 | 0,63                                | -0,91                               | 166                                 | 0,57                                | -0,52                               |
| Participació                        | Participació                                 | Participació                        | Participació                        | Participació                        | Participació                        | 29.430                              | 78,16                               | -5,88                               |
| Majoria                             | Majoria                                      | Majoria                             | Majoria                             | Majoria                             | Majoria                             | 6.808                               | 23,30                               | +2,81                               |
|                                     | Circumscripció defensada pel Partit Nacional |                                     |                                     |                                     |                                     |                                     |                                     |                                     |

### Dècada de 1990
| Eleccions de 1999: Clutha-Southland | Eleccions de 1999: Clutha-Southland          | Eleccions de 1999: Clutha-Southland | Eleccions de 1999: Clutha-Southland | Eleccions de 1999: Clutha-Southland | Eleccions de 1999: Clutha-Southland | Eleccions de 1999: Clutha-Southland | Eleccions de 1999: Clutha-Southland | Eleccions de 1999: Clutha-Southland |
| Partit                              | Partit                                       | Candidat                            | Vots per candidat                   | %                                   | ±%                                  | Vots per partit                     | %                                   | ±%                                  |
| ----------------------------------- | -------------------------------------------- | ----------------------------------- | ----------------------------------- | ----------------------------------- | ----------------------------------- | ----------------------------------- | ----------------------------------- | ----------------------------------- |
|                                     | Nacional                                     | Bill English                        | 15.619                              | 50,00                               | +3,18                               | 12.882                              | 41,24                               | -1,38                               |
|                                     | Laborista                                    | Lesley Soper                        | 9.218                               | 29,51                               | +11,37                              | 9.182                               | 29,40                               | +10,20                              |
|                                     | NZ Primer                                    | Dave Mackie                         | 1.131                               | 3,62                                | -12,47                              | 1.043                               | 3,34                                | -11,58                              |
|                                     | Patrimoni Cristià                            | Grant Bradfield                     | 1.108                               | 3,55                                |                                     | 1.128                               | 3,61                                |                                     |
|                                     | Aliança                                      | Roger White                         | 1.049                               | 3,36                                | -4,02                               | 1.883                               | 6,03                                | -1,40                               |
|                                     | ACT                                          | John Morrison                       | 945                                 | 3,03                                | -3,47                               | 2.260                               | 7,24                                | -1,22                               |
|                                     | Verd                                         | Tim Gow                             | 854                                 | 2,73                                |                                     | 935                                 | 2,99                                |                                     |
|                                     | Illa del Sud                                 | Pat McCarrigan                      | 469                                 | 1,50                                |                                     | 421                                 | 1,35                                |                                     |
|                                     | Independent                                  | David Webber                        | 102                                 | 0,33                                |                                     |                                     |                                     |                                     |
|                                     | Cànnabis                                     |                                     |                                     |                                     |                                     | 293                                 | 0,94                                | -0,30                               |
|                                     | Futur                                        |                                     |                                     |                                     |                                     | 243                                 | 0,78                                |                                     |
|                                     | NZ Unida                                     |                                     |                                     |                                     |                                     | 112                                 | 0,36                                | -0,21                               |
|                                     | Libertarianz                                 |                                     |                                     |                                     |                                     | 87                                  | 0,28                                | +0,25                               |
|                                     | McGillicuddy                                 |                                     |                                     |                                     |                                     | 65                                  | 0,21                                | -0,21                               |
|                                     | Animals Primer                               |                                     |                                     |                                     |                                     | 57                                  | 0,18                                | +0,06                               |
|                                     | Una NZ                                       |                                     |                                     |                                     |                                     | 15                                  | 0,05                                |                                     |
|                                     | Llei Natural                                 |                                     |                                     |                                     |                                     | 8                                   | 0,03                                | -0,04                               |
|                                     | Mauri Pacific                                |                                     |                                     |                                     |                                     | 6                                   | 0,02                                |                                     |
|                                     | Mana Maori                                   |                                     |                                     |                                     |                                     | 5                                   | 0,02                                | +0,01                               |
|                                     | Opció Popular                                |                                     |                                     |                                     |                                     | 5                                   | 0,02                                |                                     |
|                                     | ML                                           |                                     |                                     |                                     |                                     | 4                                   | 0,01                                |                                     |
|                                     | República                                    |                                     |                                     |                                     |                                     | 3                                   | 0,01                                |                                     |
|                                     | NMP                                          |                                     |                                     |                                     |                                     | 0                                   | 0,00                                |                                     |
| Vots nuls                           | Vots nuls                                    | 481                                 | 481                                 | 1,54                                | +0,90                               | 339                                 | 1,09                                | +0,81                               |
| Participació                        | Participació                                 | Participació                        | Participació                        | Participació                        | Participació                        | 31.235                              | 84,04                               | -3,77                               |
| Majoria                             | Majoria                                      | Majoria                             | Majoria                             | Majoria                             | Majoria                             | 6.401                               | 20,49                               | -8,19                               |
|                                     | Circumscripció defensada pel Partit Nacional |                                     |                                     |                                     |                                     |                                     |                                     |                                     |

| Eleccions de 1996: Clutha-Southland | Eleccions de 1996: Clutha-Southland         | Eleccions de 1996: Clutha-Southland | Eleccions de 1996: Clutha-Southland | Eleccions de 1996: Clutha-Southland | Eleccions de 1996: Clutha-Southland | Eleccions de 1996: Clutha-Southland | Eleccions de 1996: Clutha-Southland | Eleccions de 1996: Clutha-Southland |
| Partit                              | Partit                                      | Candidat                            | Vots per candidat                   | %                                   | ±%                                  | Vots per partit                     | %                                   | ±%                                  |
| ----------------------------------- | ------------------------------------------- | ----------------------------------- | ----------------------------------- | ----------------------------------- | ----------------------------------- | ----------------------------------- | ----------------------------------- | ----------------------------------- |
|                                     | Nacional                                    | Bill English                        | 14.764                              | 46,82                               |                                     | 13.449                              | 42,62                               |                                     |
|                                     | Laborista                                   | Lesley Soper                        | 5.721                               | 18,14                               |                                     | 6.058                               | 19,20                               |                                     |
|                                     | NZ Primer                                   | Alan Wise                           | 5.075                               | 16,09                               |                                     | 4.709                               | 14,92                               |                                     |
|                                     | Aliança                                     | Tracey Hicks                        | 2.326                               | 7,38                                |                                     | 2.345                               | 7,43                                |                                     |
|                                     | ACT                                         | Peter Snow                          | 2.049                               | 6,50                                |                                     | 1.901                               | 6,02                                |                                     |
|                                     | Coalició Cristiana                          | Russell Zwies                       | 1.060                               | 3,36                                |                                     | 2.147                               | 6,80                                |                                     |
|                                     | McGillicuddy                                | Robyn West                          | 306                                 | 0,97                                |                                     | 133                                 | 0,42                                |                                     |
|                                     | Llei Natural                                | Gilbert Urquhart                    | 50                                  | 0,16                                |                                     | 24                                  | 0,07                                |                                     |
|                                     | Cànnabis                                    |                                     |                                     |                                     |                                     | 390                                 | 1,24                                |                                     |
|                                     | NZ Unida                                    |                                     |                                     |                                     |                                     | 181                                 | 0,57                                |                                     |
|                                     | Animals Primer                              |                                     |                                     |                                     |                                     | 37                                  | 0,12                                |                                     |
|                                     | Progressista Verd                           |                                     |                                     |                                     |                                     | 33                                  | 0,10                                |                                     |
|                                     | Societat Verda                              |                                     |                                     |                                     |                                     | 15                                  | 0,05                                |                                     |
|                                     | Conservador                                 |                                     |                                     |                                     |                                     | 14                                  | 0,04                                |                                     |
|                                     | Pensionistes i Joves                        |                                     |                                     |                                     |                                     | 11                                  | 0,03                                |                                     |
|                                     | Libertarianz                                |                                     |                                     |                                     |                                     | 10                                  | 0,03                                |                                     |
|                                     | Avança                                      |                                     |                                     |                                     |                                     | 2                                   | 0,01                                |                                     |
|                                     | Àsia Pacífic                                |                                     |                                     |                                     |                                     | 2                                   | 0,01                                |                                     |
|                                     | Minoria Ètnica                              |                                     |                                     |                                     |                                     | 2                                   | 0,01                                |                                     |
|                                     | Mana Maori                                  |                                     |                                     |                                     |                                     | 2                                   | 0,01                                |                                     |
|                                     | Te Tawharau                                 |                                     |                                     |                                     |                                     | 0                                   | 0,00                                |                                     |
| Vots nuls                           | Vots nuls                                   | 202                                 | 202                                 | 0,64                                |                                     | 88                                  | 0,28                                |                                     |
| Participació                        | Participació                                | Participació                        | Participació                        | Participació                        | Participació                        | 32.035                              | 87,81                               |                                     |
| Majoria                             | Majoria                                     | Majoria                             | Majoria                             | Majoria                             | Majoria                             | 9.043                               | 28,68                               |                                     |
|                                     | Circumscripció guanyada pel Partit Nacional |                                     |                                     |                                     |                                     |                                     |                                     |                                     |

## Circumscripcions properes
|  |  |  |
|  |  |  |
|  |  |  |